# Brás de Pina (contratador)
Brás de Pina (século XVIII) foi um empresário português, contratador de pesca de baleia e senhor de engenho do Brasil colonial, ativo na Capitania do Rio de Janeiro.
No século XVIII, Brás de Pina era proprietário de uma grande extensão de terra próximo à cidade do Rio de Janeiro, onde mantinha um engenho de açúcar e aguardente. Suas terras chegavam até a Baía de Guanabara, onde explorava a pesca de baleia. Na Baía construiu o Cais dos Mineiros, usado para escoar a produção de óleo de baleia e açúcar. No século XX, as propriedades foram loteadas e deram origem ao moderno bairro de Brás de Pina.
No povoado da Armação dos Búzios, Brás de Pina impulsou a indústria da caça à baleia, que se concentrava na praia da Armação e na praia dos Ossos. Por volta de 1743 levantou a Capela de Santana com pedra e cal e argamassa de óleo de baleia. A Igreja é, atualmente, a única edificação da época dos tempos da pesca da baleia ainda de pé. Segundo se conta, a Igreja foi erguida por Brás de Pina para homenagear a santa, que teria salvado do naufrágio um barco com escravos.